# لودمیلا ۶۷۵

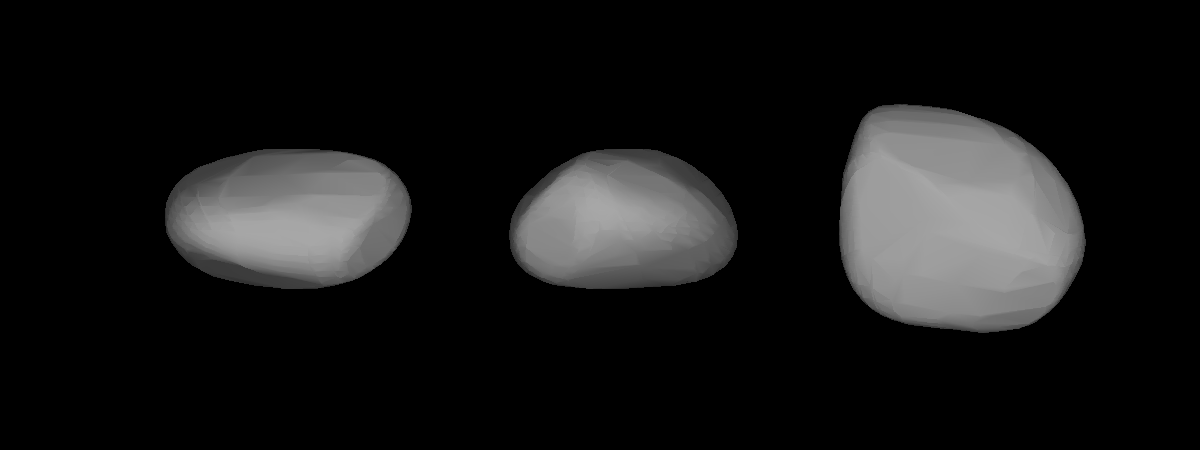
مدل سه‌بُعدی سیارک لودمیلا ۶۷۵ بر اساس منحنی نور آن

سیارک ۶۷۵ (به انگلیسی: 675 Ludmilla، نامگذاری:1908DU) ششصد و هفتاد و پنجمین سیارک کشف شده‌است که در ۳۰ اوت ۱۹۰۸ کشف شد.
قدر مطلق سیارک برابر ۷٫۹۱ است.